# 梅澤捨次郎
梅澤 捨次郎（うめざわ すてじろう、新字体：梅沢 捨次郎、1890年〈明治23年〉12月1日(p3-80) - 1958年〈昭和33年〉4月29日）は、石川県出身の建築家。日本統治時代の台湾で数々の公共建築物の設計を手がけ、多くは文化資産として現在も活用されている。2000年代以降にアニメーション作家、アニメ監督として活躍している吉浦康裕の曾祖父にあたる。

## 人物
1890年（明治23年）12月1日、石川県石川郡鶴来町（現・白山市）の士族のもとで出生(p3-80)。
元は秋田姓だった(p3-80)。本籍は同県金沢市広阪通。
1907年（明治40年）、測量人員として県に就職するが、翌年東京の私立工手学校（現・工学院大学）建築科入学のため離職(p3-80)。同時に大日本帝国陸軍の陸地測量部地形科に職員として在籍。
1910年（明治43年）に陸軍第一師営経理部営繕課(p3-80)。1911年（明治44年）2月12日に卒業し同年10月8日に台湾へ渡航する(p3-80)。
台湾総督府土木部へ着任し、営繕課に配属。
1917年（大正6年）3月31日に総督府技手として民政部土木局営繕課勤務(p3-80)。その後梅澤は1922年（大正11年）8月1日より台北高等商業学校新営工事主任に、翌年工事部営繕係で摂政宮（昭和天皇）が皇太子時代に行った台湾行啓の奉迎準備に携わり、1924年（大正13年）12月25日より台湾総督府官房会計課と営繕係に勤務する(p3-80)。
1928年（昭和3年）、台湾総督府交通局鉄道部技手を兼任、1929年（昭和4年）2月20日に免官。5月12日より官房営繕課へ(p3-80)。
1930年（昭和5年）2月3日より台南州地方技師となり内務部土木課に配属(p3-80)、1931年から1933年の間は台湾建築会台南州支部長を兼任。この期間中に台南警察署庁舎と末広町商店住宅設計に携わる(p3-81)。
1934年（昭和9年）7月、台湾総督府専売局庶務課技師に転任、官六等を授章(p3-81)。1942年（昭和17年）2月13日に依願退職(p3-81)。
当時の台湾総督だった長谷川清は専売局長代理佐治孝徳の上申書により(p71)、「正五位」授与ならびに官職を四等から三等への昇格を以って功績を称えた。また、その功績のため奨金3,960円が給付された(p3-81)。
専売局在任中は各地の局施設建築設計も担当している(p3-81)。
戦後もしばらくは台湾に残留していたが、1955年（昭和30年）に健康上の理由に帰国。台湾からの再渡航要請もあったが病状の悪化により拒否したまま1958年（昭和33年）4月29日に病死。

### 師弟関係
高等法院（現・司法院司法大廈）などを手がけた井手薫は営繕課課長として梅澤とは上司部下の関係だった。
井手は台湾建築会会長でもあり、末広町住宅では技術的に協力しただけでなく、台南警察署設計では技術顧問を務めるなど、梅澤とは相当親密な関係を築いていた(p3-81)。

## 栄典
- 従六位勲六等[7]
- 正五位（1934年[1](p3-81)）
- 勲五等瑞宝章（1936年[16]）
- 勲四等瑞宝章（1941年[17]）

## 関連建築
戦前の台湾では日本内地に比べ若手の登用が多く昇進も早かったことで、総督府所属直後から多数の政府建築物の設計に関与し、在任中期以降は民間建築にも参与している。当時流行していたアール・デコ様式を取り入れた梅澤設計の建築物は戦後21世紀に至っても現存し、多くは文化資産（古蹟、歴史建築）として保存、活用されている。特に台南市のものについては曾孫の吉浦も作品への影響を認めている。
- 1922年：台北高等商業学校[18]（現・国立台湾大学法学院・社会学院など。台北市定古蹟[19]）
- 1923年：台中師範学校本館（現・国立台中教育大学。台中市定歴史建築[20]）
- 1928年：旧制台北高等学校体育館[18]（現・国立台湾師範大学[21]。体育館は改築されているため当時のものではない）
- 1931年：台南警察署（現・台南市美術館1館。台南市定古蹟[22]）
- 1932年：台南末廣町（中国語版）商店兼住宅[9][23]
  - （商店）ハヤシ百貨店[9][15]。（台南市定古蹟[24]）
  - （住宅）現・兜空間 Dou Maison[25]。林百貨の西隣
- 1935年：台湾総督府専売局新竹支局（現・新竹専売局（中国語版）。新竹市定古蹟[26]）[27]
- 1937年
  - 同嘉義支局（戦後の菸酒公売局嘉義分局。嘉義市定古蹟[28]、現嘉義市立美術館）
  - 同板橋酒工場（戦後の専売局板橋酒廠（中国語版）。現存しない[18]。）
- 1939年：台湾総督府専売局松山煙草工場（現・松山文化創意園区。台北市定古蹟[29]）
- 1940年：総督府台中医院[18]（現・衛生福利部台中医院（中国語版））第二病棟

他に台北帝国大学研究庁（現・国立台湾大学）や、専売局花蓮港支局（現・花蓮文化創意産業園区。花蓮県定歴史建築）、番子田無水酒精工場などの建設にも携わっている。
|                          |                                       |                            |
| 台北高商（現・台湾大学） | 台中師範学校 （台中教育大学行政大楼） | 台南警察署（台南市美術館） |
|                          |                                       |                            |
| 林百貨（修復・再開業後） | 末廣町商店住宅（兜空間）              | 新竹専売局                 |
|                          |                                       |                            |
| 嘉義専売局               | 総督府台中医院                        | 松山菸廠中庭               |

### 註釈
1. ↑  ただし、戦前の資料では「觀來」と誤表記されている[7]。
2. ↑  ただし、80番地とする資料と[8]88番地とする戦前の資料がある[7]。
3. ↑  1911年10月16日に土木局へ改組[1](p3-80)。
4. ↑  台南市の地名（新営）ではなく日本語の新設の意。